# Accelerated Linear Algebra
Accelerated Linear Algebra(XLA)는 OpenXLA 프로젝트에서 개발한 기계 학습을 위한 오픈 소스 컴파일러이다. XLA는 더 낮은 수준에서 계산 그래프를 최적화하여 기계 학습 모델의 성능을 향상시키도록 설계되었으며, 대규모 계산 및 고성능 기계 학습 모델에 특히 유용하다. XLA의 주요 기능은 다음과 같다.
- 계산 그래프 컴파일: 계산 그래프를 효율적인 기계 코드로 컴파일한다.
- 최적화 기술: 연산 융합, 메모리 최적화 및 기타 기술을 적용한다.
- 하드웨어 지원: CPU, GPU, NPU를 포함한 다양한 하드웨어에 맞게 모델을 최적화한다.
- 모델 실행 시간 개선: 학습 및 추론 모두에서 기계 학습 모델의 실행 시간을 줄이는 것을 목표로 한다.
- 원활한 통합: 최소한의 변경으로 기존 기계 학습 코드와 함께 사용할 수 있다.

XLA는 기계 학습 모델을 최적화하는 데 중요한 단계이며, 개발자에게 계산 효율성과 성능을 향상시키는 도구를 제공한다.

## 지원되는 대상 장치
- x86-64
- ARM64
- NVIDIA GPU
- AMD GPU
- 인텔 GPU[5]
- 애플 GPU[6]
- 구글 TPU
- AWS 트레이니움, 인페렌티아[7]
- Cerebras[8]
- Graphcore IPU[9]

## 같이 보기
- 텐서플로
- PyTorch[10]
- JAX